# José Gutiérrez de la Vega
José Gutiérrez de la Vega y Bocanegra (Sevilla, 26 de diciembre de 1791 - Madrid, diciembre de 1865) fue un pintor español.

## Biografía
De todos los pintores del siglo XIX fue el que mejor supo interpretar románticamente la tradición de Murillo, hasta trasladar la sensibilidad amable y tierna de su mundo celestial e inmutable a otro contingente, aunque igualmente delicado, pero por humano mucho más inmediato y sensual, donde incluso santas y vírgenes se revelan próximas. 

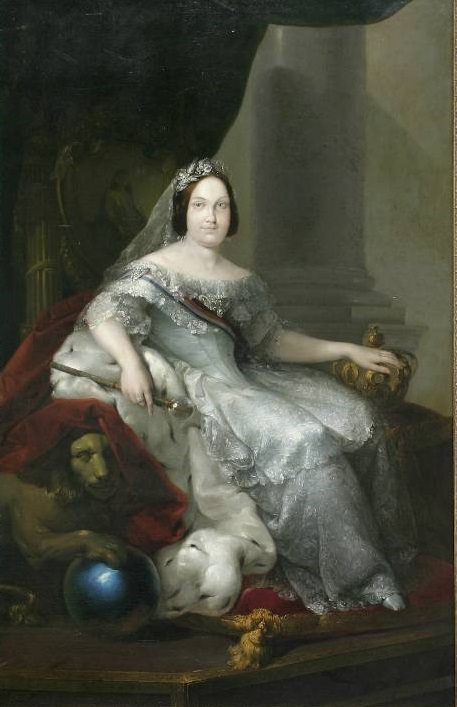
Retrato de la reina Isabel II (1840).

Desarrolló en Sevilla, su ciudad natal, una etapa importante de su vida como pintor, marcada por dos influencias de las que no se desprendería, la ya citada de Murillo, al que copió durante su formación, y la de su trabajo con su padre, grabador y tallista; además, en 1828 se trasladó a Cádiz y a través de su contacto con el hispanista Richard Ford y su amigo el cónsul inglés John MacPherson Brackenbury, a quien realizó un retrato con su familia en 1830, se familiarizó con la pintura inglesa. Pero su formación integral corrió a cargo de la Academia de Sevilla donde ingresó para estudiar pintura en 1802.
En 1831 viajó a Madrid junto a su amigo, el también pintor sevillano Antonio María Esquivel, para participar en el concurso de la Academia de San Fernando y se estableció en la capital de reino cuando, en 1832, fue nombrado académico de mérito en dicha institución. En esta segunda fecunda etapa se mantuvo en una línea continuista y homogénea, de gran calidad general. 
La Última comunión de San Fernando, 1832, le valió el nombramiento como Académico de Mérito en la Academia de San Fernando. Obra de influencias zurbanerescas y, sobre todo, goyescas. 
Durante años representó un papel importante en la vida artística de la capital recibiendo gran cantidad de encargos para la alta sociedad. 

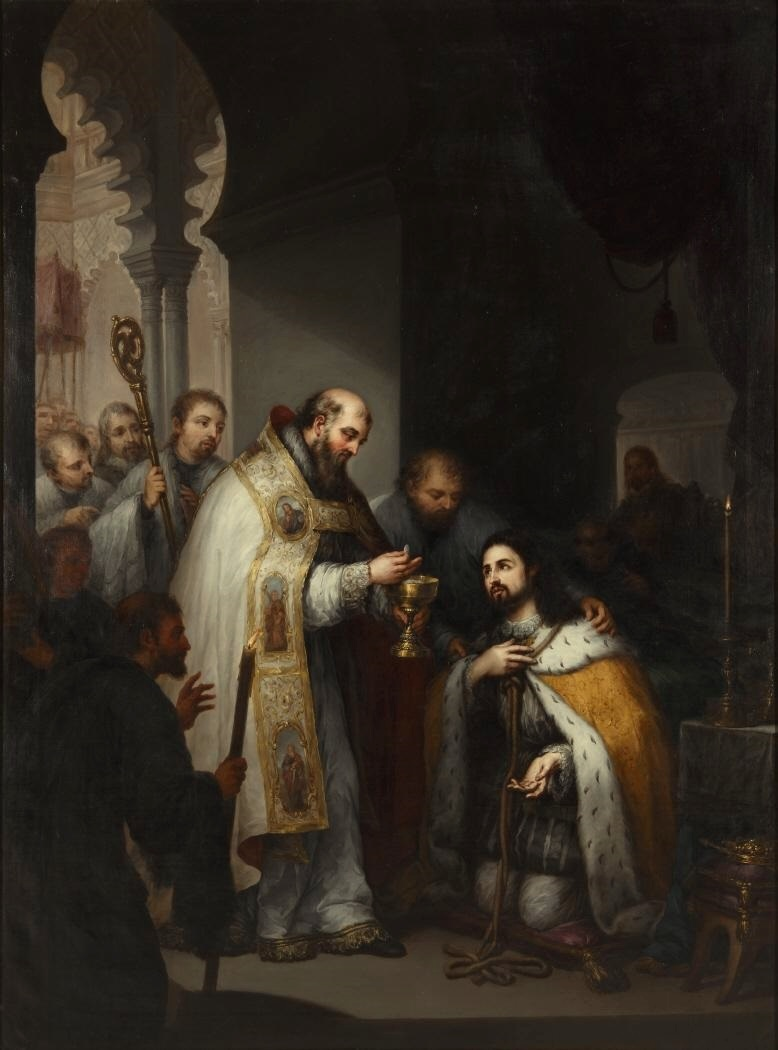
La Última Comunión de San Fernando, 1832

Fue miembro del Liceo Artístico y Literario de Madrid en el año 1838, ocupando la cátedra de arquitectura antigua junto a Jenaro Pérez Villaamil.  
En 1840 fue nombrado pintor de cámara honorario de la reina Isabel II.
Dirigió la Escuela Especial de Pintura, Escultura y Grabado, desvinculada esta de la Academia de Bellas Artes de San Fernando, en el año 1843.
El periodo comprendido entre 1845-1855 es el mejor de su producción. La candidez de sus rostros y la riqueza de sus vestidos y joyas —Gutiérrez de la Vega fue también un destacado miniaturista— está resuelta con precisión, pero con una técnica esponjosa y mórbida, llena de delicadas esfumaturas, donde el piadoso sufrimiento se hace suave complacencia, como en El martirio de Santa Catalina o en Las Santas Justa y Rufina, realizados hacia 1846. 
Una de las parcelas en las que más destacó fue el género retratístico; entre los muchos que realizó, destacan el de La reina Isabel II, el de Mariano José de Larra y el de Doña Narcisa Fernández de Irujo. 
En su producción artística hay también ejemplos de temática religiosa como Las Santas Justa y Rufina, La Virgen con el Niño y la Alegoría del Nuevo Testamento, en las que se refleja la fuerte influencia de la obra de Murillo en su arte.